# Fergal Lawler
Fergal Lawler (ur. 4 marca 1971 w Limerick) – irlandzki muzyk, perkusista zespołu The Cranberries.
W zespole grał na perkusji oraz bębnach. Był założycielem grupy The Cranberry Saw Us, której 3/4 składu (bez Dolores O’Riordan) było składem późniejszego The Cranberries.
Po zawieszeniu działalności artystycznej Fergal Lawler wziął udział w sesji nagraniowej z byłym członkiem formacji Woodstar, gitarzystą, Kieranem Calvertem. To nie pierwsza współpraca The Cranberries z tym zespołem. Woodstar występowali przed The Cranberries podczas trasy w 2002 roku po Irlandii, natomiast wokalista Fin Chambers wykonuje dwie piosenki na solowym projekcje Noela Hogana Mono Band – „Release” oraz b-side „She’s So Blue”. Fergal również zaangażował się w Mono Band – został perkusistą tego projektu. Zagrał na perkusji w pięciu utworach na albumie Mono Band.
Do Fergala Lawlera i Kierana Calverta dołączyła wokalistka Jennifer McMahon i powstał zespół The Low Network. Dyskografię zespołu stanowią tylko trzy single z trzema odrębnymi utworami: Wasted, Hollow i Skyline.